# John Robert Jones
John Robert Jones (ur. 4 września 1911, zm. 3 czerwca 1970) – Walijczyk, propagator kultury i języka walijskiego, filozof. W chwili śmierci dziekan Wydziału Filozoficznego Uniwersytetu Walijskiego w Swansea.

## Życiorys
Urodził się w Pwllheli w rodzinie Williama i Kate Jones. W bardzo młodym wieku utracił ojca. W 1929 roku rozpoczął studia filozoficzne na Uniwersytecie Walijskim w Aberystwyth, które ukończył z najwyższym wyróżnieniem. Dyplom doktora uzyskał na Uniwersytecie Oksfordzkim.
W 1939 powrócił do Aberystwyth na posadę wykładowcy. W 1952 roku przeniósł się na Uniwersytet Walijski w Swansea, gdzie został następcą A.E. Heatha na stanowisku dziekana Wydziału Filozoficznego. W 1961 był profesorem odwiedzającym na Uniwersytecie Karoliny Północnej (USA). Po powrocie do Walii zaangażował się w działalność polityczną.
Umarł na raka.

## Działalność publiczna
J. R. Jones już jako starszy i szanowany profesor włączył się w działalność Cymdeithas yr Iaith Gymraeg (Stowarzyszenia Języka Walijskiego) – organizacji założonej w 1962 głównie przez młodych Walijczyków, która propagowała obywatelskie nieposłuszeństwo w walce o równouprawnienie języka walijskiego. Jego płomienne wystąpienia na spotkaniach organizowanych przez Stowarzyszenie gromadziły tłumy. Występował przeciwko inwestyturze Karola na Księcia Walii. Był jednocześnie przeciwnikiem Plaid Cymru (Walijskiej Partii Nacjonalistycznej), którą oskarżał o zaniechanie walki w obronie kultury i języka na rzecz walki o władzę.
Uważany jest za najważniejszego i najbardziej wpływowego walijskiego publicystę lat 60.

## Poglądy filozoficzne
W swojej działalności naukowej Jones zajmował się głównie trzema zagadnieniami: problemem uniwersaliów, związkami między doświadczeniem zmysłowym a sceptycyzmem, oraz kwestią samoświadomości i jej związków z innymi świadomościami.
Zajmował się również problematyką religijną i teologiczną. Był popularyzatorem myśli Paula Tillicha, Dietricha Bonhoeffera i Rudolfa Bultmanna w obrębie literatury walijskiej. Jego późniejsze eseje poświęcone religii zawierają wątki odwołujące się do myśli Wittgensteina i Simone Weil (prawdopodobnie miało to związek z wpływem otoczenia – na Wydziale Filozoficznym w Swansea działał wówczas Rush Rhees). Jego osoba może być uważana za łącznik kontynentalnej tradycji teologii demitologizacji oraz metafizyki różnicy ontologicznej z Wittgensteinowską filozofią religii rozwijającą się głównie na uniwersytecie w Swansea (Rush Rhees, Peter Winch, R.F. Holland, D.Z. Phillips).

## Literatura
- Dewi Z. Phillips, J. R. Jones, University of Wales Press, Cardiff 1995.